# Karin Park

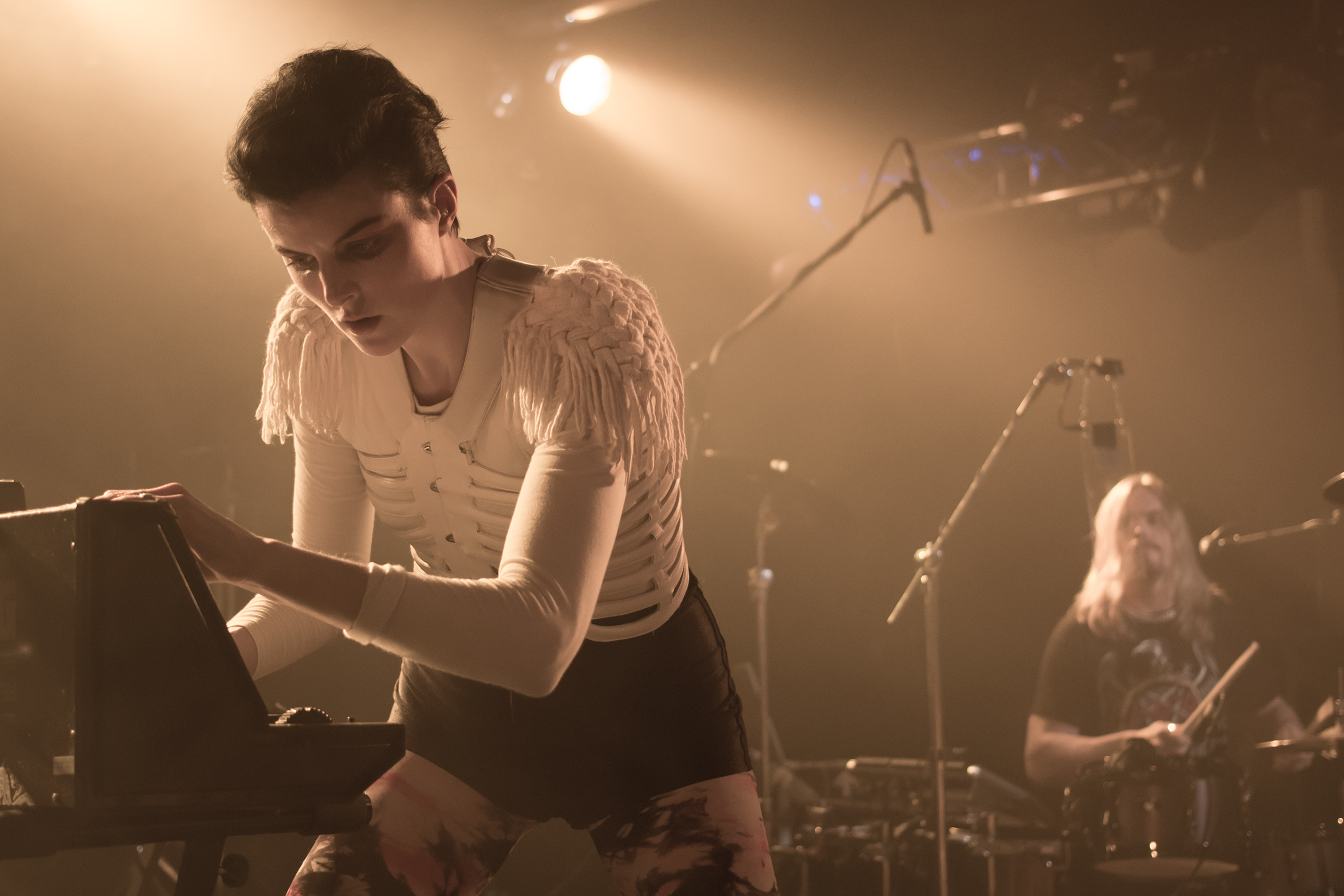
Karin Park med sin bror David Park på trummor.

Karin Maria Erika Park, född 6 september 1978 i Djura församling, Leksands kommun, Kopparbergs län[1], är en svensk-norsk sångare, låtskrivare och musikproducent.

## Biografi
Karin Park debuterade 2003 med debutsingeln "Superworldunknown", och albumet med samma namn. Hon var nominerad till norska Spellemannprisen (motsvarande svensk Grammis) i kategorierna Årets Nykomling, samt Bästa Kvinnliga Popsångerska, samma år. "Superworldunknown" nominerades även till Norges bästa låt genom tiderna av tidningen Spirit och Norges största radiokanal P3.
Efter utgivningen av Karin Parks andra album Change Your Mind (2006) utvecklades musiken i en mörkare och mer beat- och synthbaserad riktning.
Det tredje albumet Ashes To Gold (2009) producerades av Fredrik Saroea, frontfigur i det norska electrobandet Datarock.
Därefter har Karin Park fortsatt utveckla en electrodriven/industriell musikstil, med en allt mer experimentell ljudbild. Hon är även en framstående producent som gjort flera remixer åt andra band, bland annat den svenska elektronica-duon Systraskap.
Tillsammans med sin bror David Park, Barry Barnet och Christoffer Berg (känd för sitt arbete med The Knife, Fever Ray, Massive Attack och Little Dragon’s Yukimi Nagano) gjorde hon sitt fjärde album, Highwire Poetry (2012).
2013 var Karin Park med som låtskrivare till Margaret Bergers sång "I Feed You My Love" - Norges bidrag till Eurovision Song Contest 2013. Låten fick totalt 191 poäng, och kom på fjärde plats.
2015 tävlade Karin Park själv som artist i Melodi Grand Prix som sångare och låtskrivare med låten "Human Beings".
Hennes femte album Apocalypse Pop släpptes år 2015. 
2017–2018 var Karin Park aktuell i Norges mest populära uppsättning någonsin av Les Misérables, på Folketeateret i Oslo, i rollen som Fantine.
Hon är också sångare och låtskrivare i det Londonbaserade bandet Pandora Drive, som släppte sin första EP Albino Heart 2018.
Utöver sin musikkarriär arbetar Karin Park även som modell och skådespelare. Hon spelade en roll i den norska filmen Skjult (Hidden) (2009), vars soundtrack inkluderade hennes låt "Out of the Cage.

## Musiken
Ljudbilden har beskrivits med flera ofta motsatsvis förekommande karaktärsdrag såsom ”electro-analog”, ”ny-retro” eller ”industri-pop”.
Karin Parks musikaliska riktning har även jämförts med Fad Gadget, Gary Numan (som hon även har turnerat tillsammans med), Depeche Mode och The Knife. Karin Parks karaktäristiska röst har också jämförts med Karin Dreijer Anderssons och Björks.
Själv har hon i intervjuer jämfört sig med Grace Jones.

## Privatliv
Karin Park bor i Djura tillsammans med sin man Kjetil Nernes, som är låtskrivare och frontare i bandet Årabrot. Karin Park spelar även syntar i bandet.

## Diskografi
Studioalbum
- Superworldunknown (2003)
- Change Your Mind (2006)
- Ashes To Gold (2009)
- Highwire Poetry (2012)
- Apocalypse Pop (2015)
- Church of Imagination (2020)

Singlar
- "Superworldunknown" (2003)
- "Fill it up" (2003)
- "Masterpiece" (2006)
- "Bachelorette" (2006)
- "Can't Stop Now" (2009)
- "Out of the Cage" (2009)
- "Tiger Dreams" (2011)
- "Fryngies" (2012)
- "Restless" (2012)
- "Thousand Loaded Guns" (2012)
- "Shine" (2014)
- "Look What You've Done" (2014)
- "Life is Just a Dream" / "Human Beings" (2015)
- "Stick to the Lie" (2015)
- "Blue Roses" (2018)